# 2017 في الهند
فيما يلي قوائم الأحداث التي وقعت خلال عام 2017 في الهند.

## أحداث
- 17 يوليو – الانتخابات الرئاسية الهندية 2017
- 7 أغسطس – حادثة موت أطفال مستشفى جوراكبور
- 21 يناير – حادث قطار كونيرو
- 14 يناير – حادث قارب باتنا 2017
- 25 أغسطس – أعمال شغب هاريانا 2017

## سياسة

### تعيين في المنصب
- 13 مارس – آرون جايتلي وزير الدفاع الهندي [الإنجليزية]‏.
- 25 يوليو – رام نات كوفيند رئيس الهند.

### انتهاء فترة المنصب
- 27 أبريل – فينود خانا عضو لوك سابها [الإنجليزية]‏.
- 25 يوليو – براناب مخرجي رئيس الهند.
- 10 أغسطس – محمد حميد أنصاري نائب رئيس الهند.
- 3 سبتمبر – آرون جايتلي وزير الدفاع الهندي [الإنجليزية]‏.

## أفلام
من الأفلام التي صدرت هذه السنة في الهند:
- 1 يناير – 2.0 من إخراج إس. شانكار.
- 1 يناير – تيوب لايت من إخراج كبير خان.
- 1 يناير – عندما التقى هاري وسيجال من إخراج امتياز علي.
- 12 يناير – بيارافا من إخراج بهاراثان [الإنجليزية]‏.
- 26 يناير – اليوغا كونغ فو من إخراج ستانلي تونغ [الإنجليزية]‏.
- 2 فبراير – رييس من إخراج راهول دولاكيا [الإنجليزية]‏.
- 1 مارس – بيجوم جان من إخراج Srijit Mukherji [الإنجليزية]‏.
- 10 مارس – بادرينات كي دولهانيا من إخراج شاشانك خيطان [الإنجليزية]‏.
- 21 أبريل – كالكندي
- 12 مايو – بادشاهو من إخراج Milan Luthria [الإنجليزية]‏.
- 22 ديسمبر – تايغر على قيد الحياة من إخراج علي عباس ظفر [الإنجليزية]‏.

## وفيات

### يناير
- 6 يناير – أوم بوري (مواليد 1950) ممثل هندي.

### يونيو
- 2 يونيو – شريف الدين بيرزادہ (مواليد 1923) سياسي باكستاني.

### يوليو
- 11 يوليو – محمد يونس الجونفوري (مواليد 1937) عالم مُحدِّث هندي.
- 24 يوليو – ناير مسعود (مواليد 1936) كاتب هندي.

### أكتوبر
- 7 أكتوبر – كوندان شاه (مواليد 1947) مخرج أفلام هندي.

### ديسمبر
- 4 ديسمبر – شاشي كابور (مواليد 1938) ممثل هندي.
- 20 ديسمبر – محمد مصطفى الأعظمي (مواليد 1932) عالم مسلم ومُحدث هندي سعودي.